# 姆拉奇夫卡
51°11′19″N 29°33′18″E / 51.18861°N 29.55500°E
姆拉奇夫卡（烏克蘭語：Млачівка）是位於烏克蘭北部的村莊，由基辅州维什霍罗德区的克拉斯亞蒂奇市鎮負責管轄。該村始建於1923年，面積6平方公里，海拔高度129米，2001年人口463，人口密度每平方公里77.2人。